# Bruno Eyermann
Bruno Hermann Eyermann (* 26. Februar 1888 in Leipzig; † 30. Dezember 1961 in Hanau) war ein deutscher Bildhauer, Stempelschneider, Medailleur, Grafiker und Maler.

## Leben

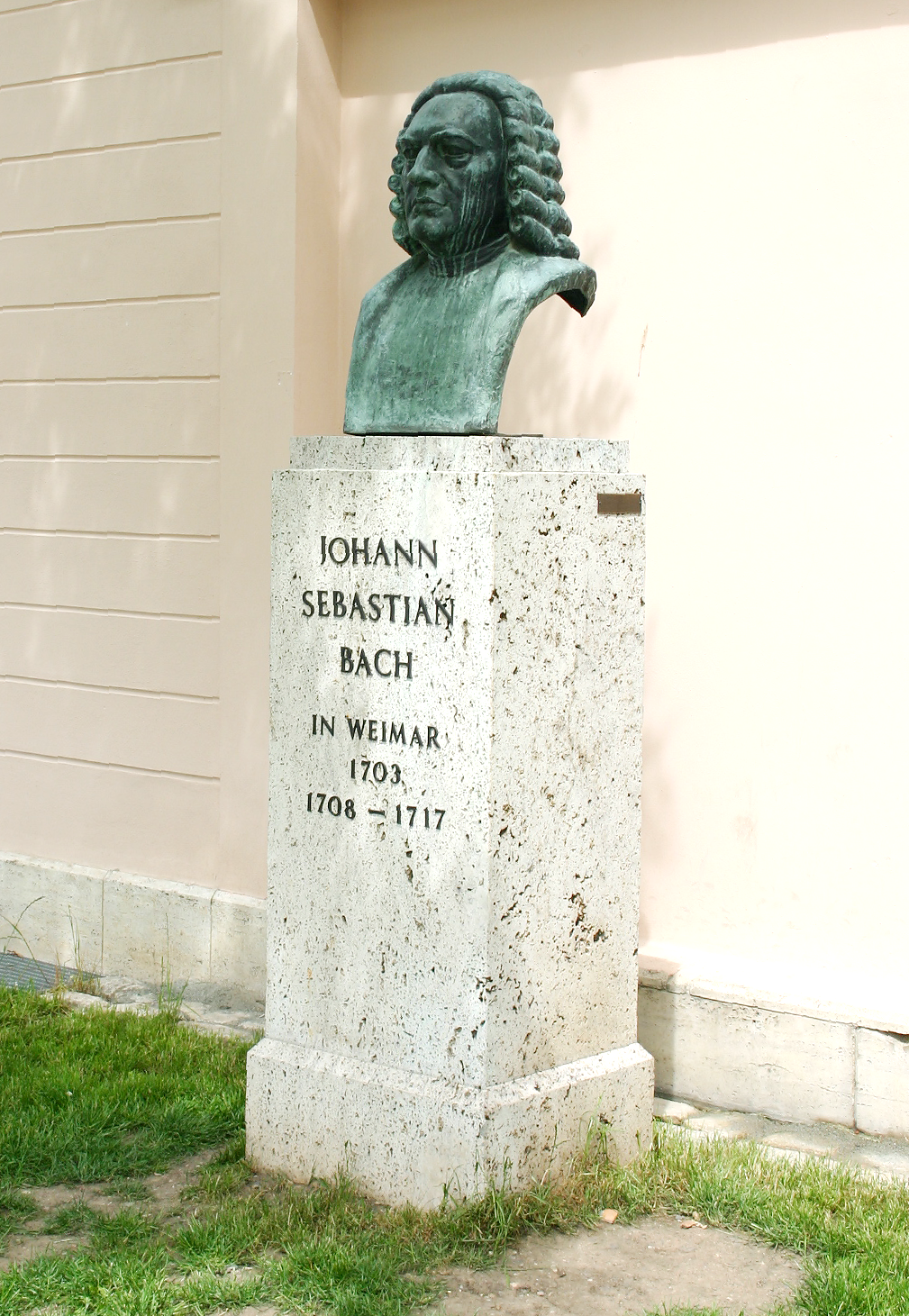
Bachdenkmal in Weimar

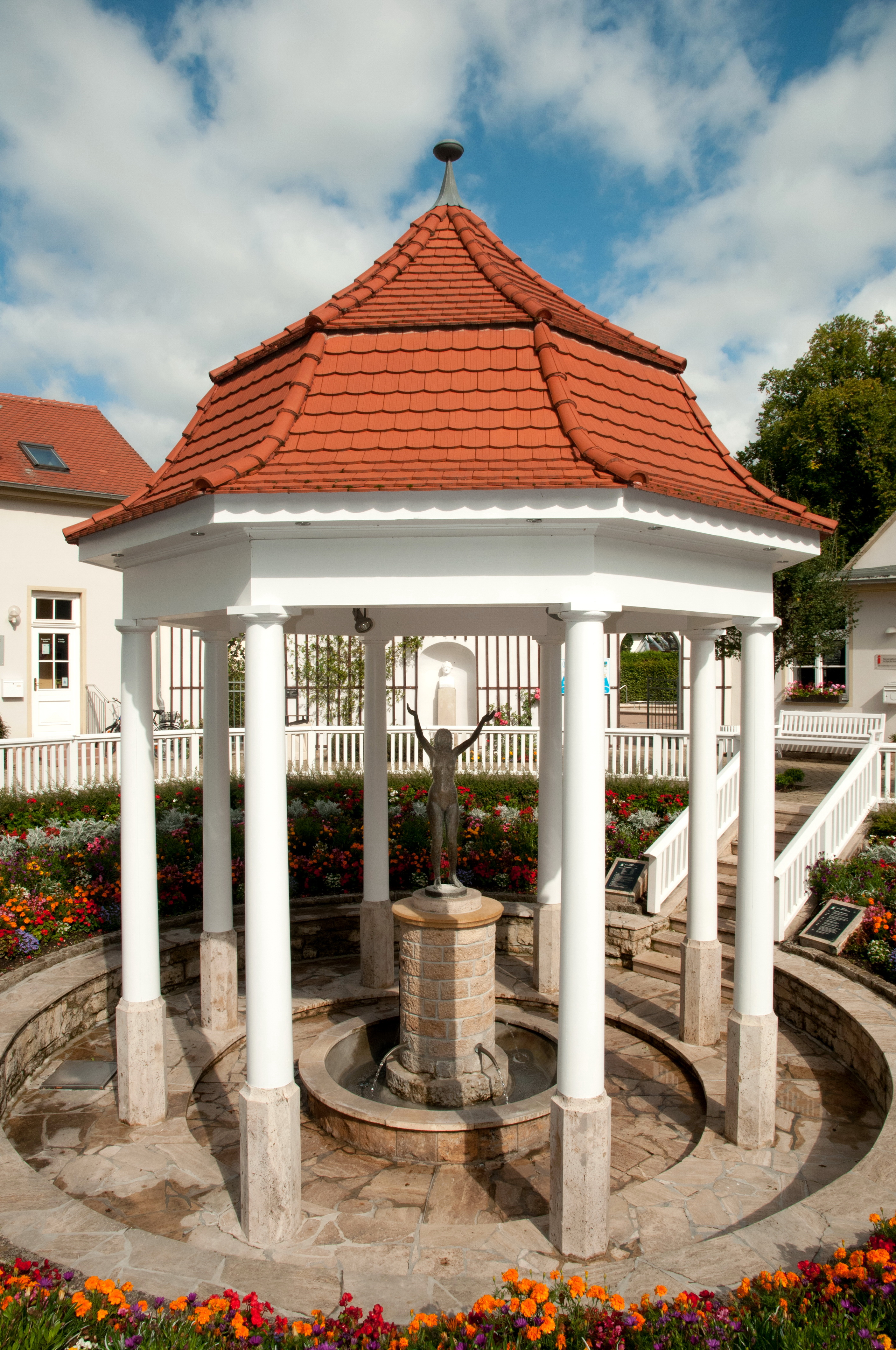
Goethebrunnen in Bad Berka

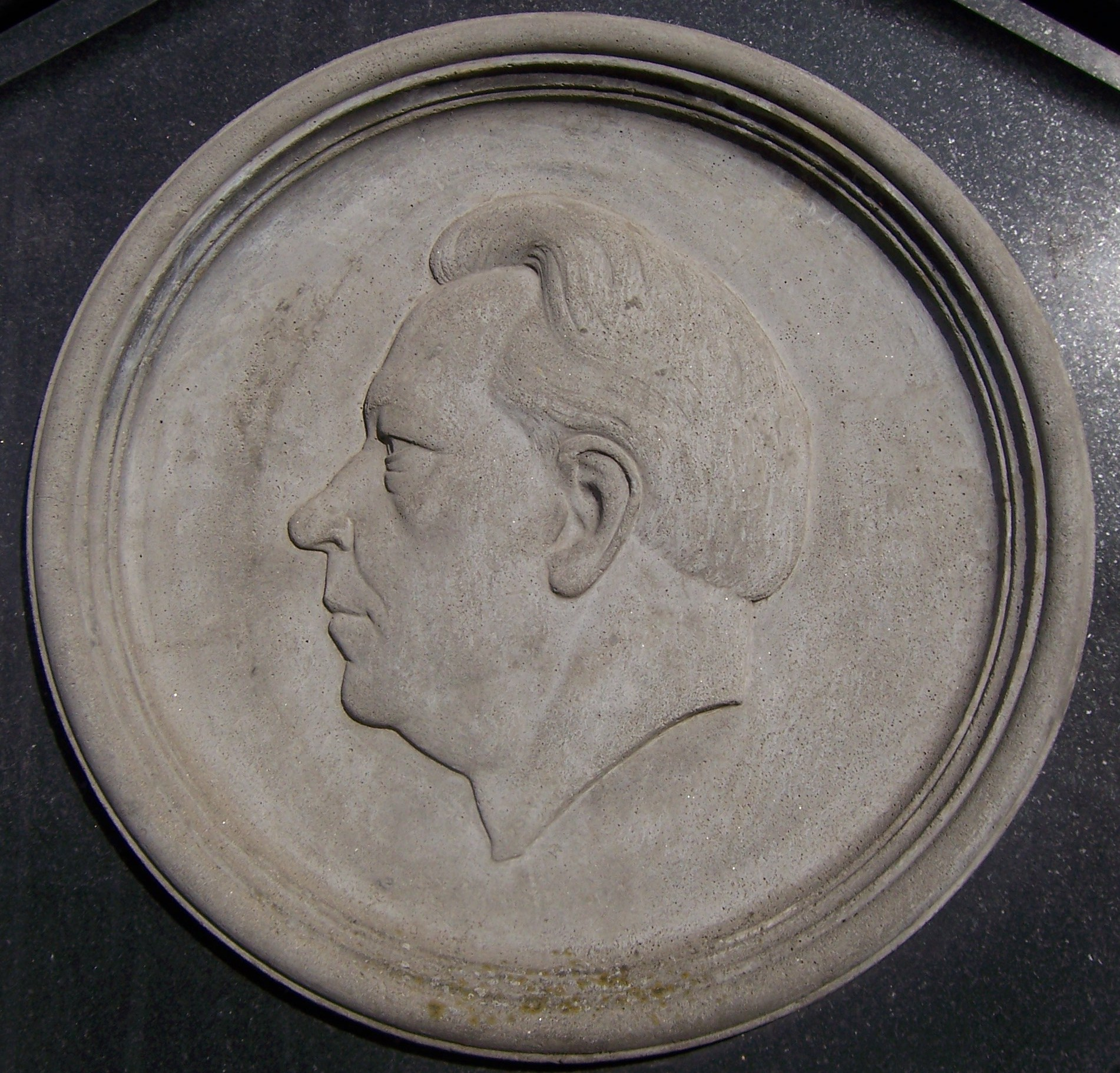
Porträtmedaillon Gustav Wohlgemuth

Porträtmedaillon Richard Hesse

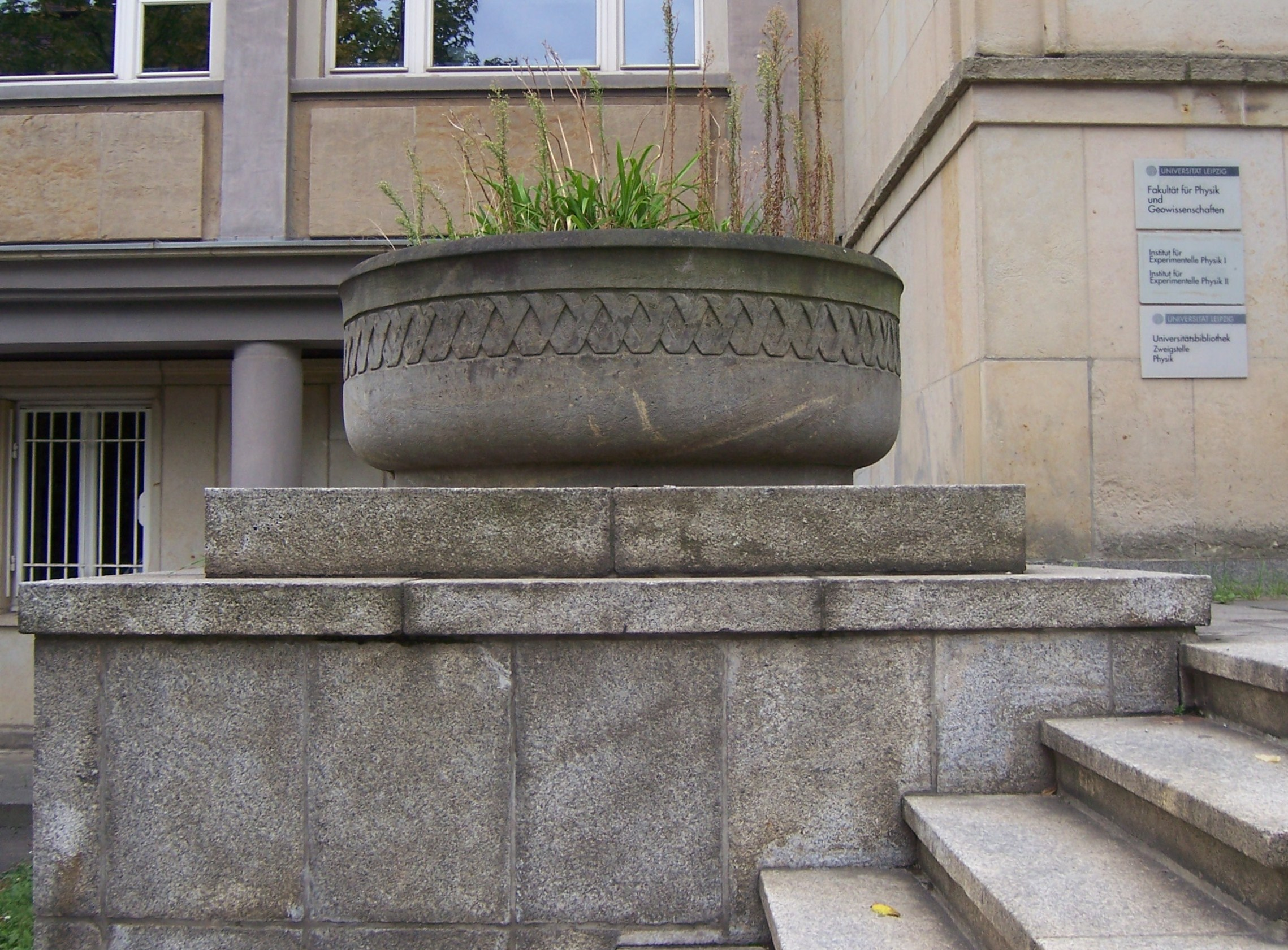
Steinschale am Eingang des Physikalischen Instituts, Leipzig

Bruno Eyermann erlernte den Beruf eines Graveurs. Neben seiner Erwerbstätigkeit besuchte er von 1905 bis 1908 die Abendschule der Leipziger Kunstakademie, an der er anschließend bis 1913 studierte. Er war Schüler von Adolf Lehnert (Bildhauerei), Georg Schiller (Stempelschnitt) sowie Walter Tiemann, Bruno Héroux und Hans Soltmann (Grafik). Von 1919 bis 1923 lehrte er selbst in der Abteilung Stempelschnitt und Gravur der Leipziger Kunstakademie.
Ab 1923 lebte er als freischaffender Künstler in Leipzig. Als 1943 seine Wohnung und sein Atelier im Gebäude Fockestraße 10 mitsamt seinen bisherigen künstlerischen Arbeiten den Bomben zum Opfer gefallen waren, zog er nach Bad Berka. Von 1955 bis 1959 lebte er wieder in seiner Vaterstadt. Zwei Jahre vor seinem Tod übersiedelte er mit seiner Familie nach Hanau.

## Kunstschaffen
Bruno Eyermann war hauptsächlich als Medailleur bekannt. Er gehörte zu den wenigen Künstlern, die es vermochten, die Prägestempel sofort und ohne plastische Vorlage negativ in den Stahl zu schneiden. Seine Porträtmedaillen zeichnen sich durch hohe physiognomische Treue aus. Sie wurden in Eisen, Bronze, Silber oder Meißner Porzellan ausgeführt. Daneben schuf er Kleinplastiken und Büsten in Bronze, Sandstein, Terrakotta oder Marmor. In der figürlichen Darstellung war seine Formensprache vom Stil der Neuen Sachlichkeit geprägt. Weiterhin schuf er Grab- und Gefallenendenkmäler, Brunnen, Taufsteine und Freiplastiken.
Auch als Zeichner und Maler betätigte er sich. Aus seiner frühen Schaffenszeit ist die Plakat-Lithografie Tanz Helga Thierbach bekannt. 1911 malte er ein Esszimmer im Haus Windscheidstraße 39 in Leipzig aus.
Ab 1912 war er mit Arbeiten auf Kunstausstellungen im In- und Ausland vertreten. Seine Kunstwerke sind im Besitz zahlreicher staatlicher und städtischer Sammlungen und Museen, unter anderem in Rom, Paris, Wien, Berlin, Dresden, München, Hamburg, Lübeck, Frankfurt am Main, Weimar, Leipzig und Lambarene.
Für die Neugestaltung der Fassade der Berliner Staatsoper Unter den Linden schuf er eine Knobelsdorff-Plakette.
Zu seinen Schülern zählte sein Schwiegersohn, der Bildhauer und Medailleur Helmut Güldner.

## Ausstellungen (Auswahl)
- 1916: Werkbundausstellung in Zürich
- 1929 und 1930: Internationaler Salon de la Medaille in Paris
- 1931: Europäisches Kunstgewerbe in Leipzig
- 1937, 1939, 1941, 1943 und 1944: Große Deutsche Kunstausstellung in München
- 1940: Gera und Göttingen (mit Héroux und Hermann Paschold)
- 1958: Bruno Eyermann und Max Schnabel, Ausstellung vom 27. Juli bis 24. August 1958 im Museum der bildenden Künste Leipzig
- 1958/1959: 4. Deutsche Kunstausstellung in Dresden
- 1960: Bruno Eyermann – Medaillen und Plaketten, Ausstellung von Oktober bis November 1960 im Städtischen Museum Braunschweig

## Mitgliedschaften
- Allgemeine Deutsche Kunstgenossenschaft
- Leipziger Künstlerverein
- Leoniden
- 1932: Mitglied der Leipziger Freimaurerloge Apollo

## Werke (Auswahl)
Plastische Arbeiten
- 1918?: Gefallenendenkmal in Altenburg
- 1920: Stehender weiblicher Akt mit Manteltuch, Bronzeskulptur
- 1922: Lothar Körner als Holofernes, Marmorbüste
- 1924: Tischwahrzeichen für die Leoniden, Bronze
- 1930: Damenporträt, Bronzebüste auf beigefarbenem Marmorblock
- 1931: Richard Hesse, Porträtrelief in Bronze, für das Grabmal auf dem Südfriedhof Leipzig
- 1938: Genschenkbronze für die Gebr. Heine Tuchhandels-AG
- 1938: Überraschte Badende, Weiblicher Akt, Ausfertigungen in Bronze und Böttgersteinzeug
- 1940: Löwengruppe in Taucha, Ausführung in Lausitzer Granit durch Alexander Marby
- 1950: Bronzebüste des Bachdenkmals in Weimar, Platz der Demokratie
- 1950: Figur für den Goethebrunnen in Bad Berka, Bronze
- 1955: Putto mit Delfin und Vase mit Relief im agra-Park in Markkleeberg, gemeinsam mit Helmut Güldner
- Schauende, kniender weiblicher Akt, Sandstein
- Ursula mit Blumensträußchen, Bronzeskulptur
- Thüringer Kunstschmied, Bronzeskulptur
- Diana mit Reh, Bronzeskulptur auf Sandsteinsockel
- Totenmaske Ludwig van Beethoven im Foyer des Stadttheaters in Gera
- Bachbüste, Marmor
- Taufbrunnen in Sandstein und Bronze in der St.-Laurentius-Kirche in Pegau
- Hermann Abendroth, Bronzebüste

Medaillen und Plaketten
- 1912: Medaille auf das Leipziger Margaretenfest
- 1912: Medaille auf das Fest am Hofe von Ferrara der Königlichen Akademie für Grafik und Buchkunst Leipzig
- 1913: Medaille auf den Leipziger Oberbürgermeister Karl Rothe
- 1913: Medaille auf Clemens Thieme und den Deutschen Patriotenbund anlässlich der Einweihung des Völkerschlachtdenkmals
- 1913: Medaille auf Kaiser Wilhelm II. zum 25-jährigen Regierungsjubiläum
- 1922: Plakette auf Arthur Nikisch
- 1925: Medaille auf Johann Wolfgang von Goethe zum 150-jährigen Jubiläum der Ankunft Goethes in Weimar am 7. November 1775
- 1926: Leonidenmedaille auf Heinrich Siber
- 1927: Medaille auf Albert Friedemann
- 1927: Leonidenmedaille auf Carl Seffner
- 1928: Leonidenmedaille auf Bruno Héroux
- 1929: Leonidenmedaille auf Rudolf Bewer
- 1930: Leonidenmedaille auf Max Mendheim
- 1932: Leonidenmedaille auf Wilhelm Sieler
- 1934: Leonidenmedaille auf Carl Herrmann
- 1936: Plakette auf Franz Weber
- 1937: Gedächtnisplakette auf Gustav Wohlgemuth (Ausfertigung auch in Marmor für dessen Grabstein)
- 1938: Medaille auf Clemens Thieme und 25 Jahre Völkerschlachtdenkmal
- 1938: Medaille auf Bruno Héroux zum 70. Geburtstag
- 1951: Gedächtnisplakette auf den 100. Todestag von Albert Lortzing
- 1953: Medaille auf Lucas Cranach anlässlich dessen 400. Todestags
- 1955: Medaille auf Arthur Nikisch
- 1956: 750 Jahre Kunst und Kulturstadt Dresden, Eisenkunstguss
- 1956: Medaille auf Günther Ramin
- 1957: Ernst Thälmann / Die Toten mahnen – nie wieder Faschismus, Meißner Böttgersteinzeug / Meißner Porzellan / Bronze
- 1958: Medaille auf Heinrich Zille anlässlich seines 100. Geburtstags (Bronze; ausgestellt 1958/1959 auf der 4. Deutschen Kunstausstellung)
- 1958: Selbstporträt, Bronzemedaille
- 1959: Plakette auf Felix Mendelssohn Bartholdy
- Medaille auf Heinrich Abendroth
- Medaille auf Franz Konwitschny (Bronze, 1958)[1]
- Reliefbildnisse und Schrifttafeln für die Berliner Staatsoper Unter den Linden
- 15 Porträts von Medizinern (darunter Hippokrates, Robert Koch, Rudolf Virchow, Ferdinand Sauerbruch) für die Tuberkulose-Heilstätten in Bad Berka

Sonstiges
- 1911: Plakat Tanz Helga Thierbach, Lithografie
- 1957: Steinschalen für die Portaltreppe des Physikalischen Instituts Leipzig
- Innenausstattung des Festsaala des Kulturpalastes der Leunawerke
- Porphyrblock mit Lenin-Relief vor der Iskra-Gedenkstätte in Leipzig, Russenstraße 48